# Romans et nouvelles de James Bond non officiels, refusés, jamais ou peu publiés
Cet article traite des romans, nouvelles et quelques parodies non officiels de la série James Bond n'ayant pas été approuvés par Ian Fleming Publications (Glidrose). Certains d'entre eux ont tout de même été publiés sans les droits, d'autres refusés, ou encore n'ont jamais vu le jour.

Pour les romans officiels de James Bond mais « indépendants » : 

## Romans

### Per Fine Ounce
Per Fine Ounce était le titre d'un roman inédit écrit par Geoffrey Jenkins qui devait mettre en scène James Bond. Il fut achevé en 1966 et est considéré comme perdu par les fans, car bien qu'il ait été commandé par Glidrose (Ian Fleming Publications), l'éditeur officiel des James Bond, il a été rejeté à la publication, manquant ainsi l'occasion de devenir le premier roman post-Fleming. 003½: Les Aventures de James Bond Junior, un roman écrit sous le pseudonyme RD Mascott, a été publié plus tard en 1967, mettant en scène le neveu de James Bond, et Colonel Sun écrit par Kingsley Amis a été publié en 1968, poursuivant les aventures adultes de l'agent britannique.
Après avoir remporté la Lord Kemsley Commonwealth Journalistic Scholarship en 1947, Geoffrey Jenkins s'est rendu à Londres en tant que sous-rédacteur en chef invité ; il a travaillé pour le Sunday Times et d’autres journaux du groupe Kemsley, où il a rencontrè Ian Fleming. Les deux hommes sont devenus amis et ont gardé le contact. Après la mort de Fleming en 1964, l’écrivain britannique John Pearson se met à écrire une biographie sur le créateur de James Bond. Lors de ses recherches, il écrit à Geoffrey Jenkins en 1965. Dans sa réponse, Jenkins lui révèle avoir pensé, dans les années 50, à un roman de James Bond se déroulant en Afrique du Sud et qu’il en avait même écrit un synopsis que Fleming avait beaucoup aimé. Jenkins précise également qu'il avait longuement discuté du synopsis avec Fleming et que celui-ci y avait apporté quelques modifications. Fleming avait dit qu'il viendrait faire des recherches en Afrique du Sud, mais il est mort avant. Pearson a été bien entendu très excité par cette révélation, et plus encore quand il a trouvé une partie du Bond de Jenkins dans les documents de Fleming.
Dans le même temps, Glidrose envisage l'idée de demander à d'autres auteurs de continuer les aventures de James Bond en roman. En novembre 1965, Geoffrey Jenkins rencontre Harry Saltzman, coproducteur des films de James Bond entre 1962 et 1974, et Charles Tyrell de Glidrose pour discuter de la possibilité de faire de son synopsis sud-africain le premier roman de « continuation ». Les négociations ont été longues, mais Jenkins a officiellement eu la permission d'écrire le livre le 12 mai 1966. Un contrat, établi le 24 août 1966, déclarait que Jenkins aurait droit à une part des profits dans n'importe quel film réalisé à partir du roman (mais pas sur de quelconques produits dérivés).
Peu de gens ont connu le synopsis de Per Fine Ounce. Andy Lane et Paul Simpson indiquent qu'il était basé sur l’histoire sur laquelle Jenkins avait travaillé avec Fleming, qu’elle se déroulait en Afrique du Sud, traitait de trafiquants de diamants et avait quelques ressemblances avec les deux romans de Fleming, Les diamants sont éternels et Les contrebandiers du diamant. Toutefois, dans une interview au magazine Kiss Kiss Bang Bang publiée en 2005, Peter Janson-Smith, l'ancien président de Glidrose, a affirmé qu'il croyait que l'histoire était plutôt basée sur l'or, ce qui donnait plus de sens au titre. Dans les échanges épistolaires entre Pearson et Jenkins, il est fait mention de chaînes de bicyclette en or, de cercueils de baobab et du lac Fundudzi ; Jenkins a sans doute utilisé une partie ou la totalité de ces éléments dans le livre lui-même. Quatre pages du brouillon du manuscrit découvertes en 2005 nous apprennent que la section Double-0 a été fermée et que James Bond défie M sur une question de principe, démissionnant du MI6 et poursuivant seul sa mission en Afrique du Sud ; il est également question de bouteilles de gaz et d’avions transportant de l’or.
En dépit du fait que Jenkins était l’écrivain de quatre best-sellers à suspens dans le style de Fleming, que l’histoire paraissait prometteuse, et qu’il était un ami et collègue de Fleming qui avait lui-même donné sa bénédiction au projet, Glidrose a finalement rejeté le manuscrit que Jenkins lui avait soumis. Peter Janson-Smith a raconté plus tard qu'il pensait que "Per Fine Ounce" était extraordinairement mal écrit, bien qu'il ait admis que Glidrose était peut-être « plus strict qu’aujourd’hui ». Le problème du choix de l’éditeur pour "Per Fine Ounce" a peut-être également joué un rôle dans ce refus.
Une rumeur dit qu'il existerait une copie du manuscrit dans les archives de Ian Fleming Publications. Cependant, Peter Janson-Smith a déclaré qu'il ne croyait pas que Ian Fleming Publications détienne toujours une copie et qu'il était plus probable que le manuscrit ait été renvoyé pour des raisons juridiques (afin d'éviter d'éventuelles poursuites pour plagiat si un livre avec une intrigue similaire était publié). Le contrat de Jenkins avec Glidrose lui permettait de réutiliser le matériel du roman en cas de rejet, avec la condition qu'il ne pouvait pas utiliser les personnages de Fleming. Jenkins l'a peut-être fait, notamment dans son roman A Cleft Of Stars (1973) qui se déroule dans presque exactement la même zone de l'Afrique du Sud, implique des diamants et de l'or et dont un héros se cache temporairement dans un baobab, même s'il ne mentionne pas d'agents des services secrets britanniques. Il fut aussi largement spéculé qu’Harry Saltzman aurait acheté une scène du roman Opération Petite ourse (Hunter-Killer) de Jenkins pour l’inclure dans le film On ne vit que deux fois, comme modique compensation pour le rejet de "Per Fine Ounce".
En 2005, Titan Books a publié une réimpression d'une bande dessinée basée sur Colonel Sun. Dans l'introduction, il est précisé qu'Amis au milieu des années 1970 avait fait pression chez Eon Productions (producteurs de la franchise James Bond) pour produire un film basé sur son livre. Il semblerait qu'il a été dit que Harry Saltzman avait interdit n'importe quel film qui serait basé sur "Colonel Sun" du fait que Glidrose avait refusé de publier "Per Fine Ounce".
En 2010, deux pages du manuscrit perdu de Jenkins ont été dévoilées en exclusivité sur le site mi6-hq. Il s’agit de deux des quatre pages découvertes en 2005, dont l'extrait révèle un briefing entre 007 et M. Le fils de Jenkins, David, possède 18 pages de l’histoire originale, et ce qu’il est advenu des quelque 300 autres pages reste encore un mystère à ce jour…
En septembre 2014, un roman écrit par Peter Vollmer intitulé Per Fine Ounce a été publié. Il est précisé dans la préface du roman que celui-ci s'inspire des pages retrouvées du James Bond perdu de Jenkins, tout en changeant le nom des personnages. La publication de ce roman a été approuvée par David Jenkins et Jenkins Estate.

### Take Over
Ian Fleming est mort le 12 août 1964. Six ans plus tard, en octobre 1970, employé de banque à la retraite que le frère de Ian Fleming, Peter, décrira comme un certain « Mr. A. », lui écrit une lettre disant qu’il a quelques des nouvelles au sujet du défunt Ian. Peter Fleming accepte avec réticence de le rencontrer et un rendez-vous est pris pour le dimanche suivant.
Mr. A. se rend au rendez-vous avec sa fille, Vera, et un manuscrit de 60 000 mots intitulé : Take Over: A James Bond Thriller. L’explication qui est donnée quant à l’origine de ce manuscrit est la suivante : l’épouse de Mr. A. est morte en 1967. En décembre 1969, alors que sa fille Vera se remettait d’une maladie, elle regardait une photo de sa mère sur un piano et souhaitait pouvoir lui parler à nouveau. Avec un stylo dans la main Vera s’est retrouvée en train d’écrire, avec difficulté, sur le papier devant elle : « Je t’aime Vera ».
D’autres « communications extrasensorielles » ont suivi, Mme A. s’est mise transmettre de nouvelles œuvres de fiction d’auteurs décédés qui étaient désireux de poursuivre l’écriture dans l’au-delà et de prouver aux gens sur Terre que la vie continue après la mort. Dans ce consortium spirituel, il était question d’Arthur Conan Doyle, H. G. Wells, Edgar Wallace, Ruby M. Ayres, William Somerset Maugham, Bernard Shaw, et Ian Fleming.
Peter a accepté de lire le manuscrit. L’intrigue impliquait un gaz toxique qui permettrait à ses utilisateurs de dominer le monde et des éléments traditionnels pour un roman de James Bond : Miss Moneypenny, M et Universal Exports. Au fur et à mesure qu’il lisait Take Over, Peter Fleming est devenu de plus en plus sceptique, il ne pouvait pas reconnaître le style de son frère et Vera, qui était censé être en communication avec Ian, ne pouvait pas répondre correctement à toutes les questions que Peter lui posait pour vérifier sa bonne foi.
Bien que Peter pensait probablement que Ian n’était impliqué en aucune manière dans ce qu’il venait de voir et lire, il a toutefois trouvé la transcription des messages par Vera fascinante. En novembre 1970, peu après sa première rencontre avec Peter, Vera commence à écrire une anthologie de 30 000 mots intitulée Tales of Mystery and Imagination contenant apparemment cinq histoires d’Edgar Wallace, deux de Ian Fleming, deux d’H. G. Wells, une d’Arthur Conan Doyle et une autre de W. Somerset Maugham. Peter Fleming a lu ce manuscrit et a rejeté ces histoires en les qualifiant de fadaises. Le même mois, après avoir demandé la permission de Peter, Mr. A. a soumis Take Over à Jonathan Cape (qui éditait les romans de Bond), qui sans surprise l’a rejeté.
Peter Fleming est mort d’une crise cardiaque en août 1971, il avait écrit au printemps de la même année un article intitulé : Take Over: the strange affair of the James Bond novel Ian Fleming « wrote » six years after his death, qu’il a présenté au Sunday Times et qui fut publié dans le numéro du 18 juillet 1971 du journal. À ce jour, Take Over n'a jamais été publié.

### The Killing Zone
The Killing Zone est un roman de James Hatfield publié à faible tirage sous forme de livre de poche en 1985, l'année où John Gardner n'avait pas sorti de roman de James Bond. L’intérieur de la couverture comporte la mention Copyright 1985 by Glidrose Publications Limited and Jim Hatfield bien que Gildrose (Ian Fleming Publications) n'avait rien à voir avec la publication et selon toute vraisemblance, n'était pas au courant de son existence, lui conférant le statut de roman officieux. Seuls deux exemplaires sont connus ; cependant, le texte est désormais disponible en version originale, espagnole et française sur internet.

#### Résumé
Devant le consulat Britannique de Puerto Vallarta, au Mexique, Bill Tanner est accosté par un agent de police qui se révèle être agressif et le maîtrise. Quand il se réveille, il se retrouve dans la limousine de Klaus Doberman, son homme de main, Fuji Chen l'exécute.
L'avion de M atterrit aux îles Vierges, où James Bond a pris sa retraite à St. Thomas après avoir démissionné du service lorsque la section double-zéro ait été plus ou moins supprimée en partie à cause de coupes budgétaires. Pendant leurs retrouvailles M parle à Bond du meurtre de Bill Tanner ainsi que d'autres agents avant de lui tend un dossier sur Doberman. Celui-ci s'avère être un très gros trafiquant de drogue, borgne et homosexuel. Fils d'un ancien SS, il s'est exilé en Colombie puis au Mexique lorsqu'il a fait assassiner le ministre de la justice Colombien. M demande à 007 de retrouver Doberman et de le tuer, après hésitation, Bond accepte finalement sa nouvelle mission.
Doberman est sur son yacht, le Buenaventura, et s'apprête à recevoir les membres de son cartel pour la réunion qu'il a prévue. Celle-ci commence par un bilan financier du cartel, puis l'exécution de l'un de ses membres pour la perte d'un entrepôt (mort par barracudas), et se solde par l'évocation de l'arrivée de James Bond selon les sources de Doberman. Il ne s'en inquiète pas et explique qu'il a déjà prévu un piège en conséquence.
James Bond est arrivé au Mexique et se rend compte qu'il est déjà suivi par plusieurs hommes. Quand ceux-ci viennent l'accoster, il les maîtrise à l'aide d'une rame ; une jeune femme blonde observe le spectacle et quand la police arrive sur les lieux, elle enlève le haut de son bikini pour la distraire et ainsi permettre à Bond d'éviter les ennuis. 007 remercie la fille qui prend congé et il se dirige vers sa Porsche. Sur la route, un homme caché sur le siège arrière pointe son arme sur Bond et lui demande de s'arrêter. L'homme se découvre et il se révèle être Felix Leiter, le vieil ami de Bond. Après avoir parlé, ils vont à l'hôtel Posada la Brissa, que lui avait conseillé la fille. Cependant sur place, celle-ci a entendu une conversation entre Bond et Leiter et, décidant qu'elle voulait l'aider, elle se présente à Bond sous son nom : Lotta Head. Bond refuse son assistance et part en voiture avec Felix.
Bond déballe l'équipement que Leiter a récupéré grâce au major Boothroyd, dont un Beretta 418, son ancienne arme, et décide d'aller explorer l'ancrage du Buenaventura à l'aide d'un tuba. Cependant il est repéré au bout d'un moment et s'engage dans un combat sous-marin avec Huggins, l'un des hommes de Doberman et ancien membre du MI6. Huggins mort, 007 regagne le rivage et se fait surprendre avec Leiter par Chen, une ancienne connaissance et l'homme de main de Doberman ; cependant celui-ci leur fait une faveur en les laissant partir.
Pendant ce temps, à des milliers de kilomètres, dans la péninsule du Kamtchatka, en Russie, l'hélicoptère du général Gogol, le chef du KGB, atterrit dans une base sous-marine. Il s'installe dans un sous-marin qui doit le mener au Mexique, où il doit mener des affaires avec Klaus Doberman.
De retour à Posada la Brissa, James Bond apprend à mieux connaitre Lotta et couche avec. Le lendemain matin il reçoit des caisses d'armement de la part de Leiter ainsi qu'une note comme quoi Doberman est désormais dans son ranch de la Sierra Madre[Laquelle ?]. L'ancien propriétaire de celui est un certain Scalise, un membre du cartel et Bond décide de lui rendre visite afin d'obtenir les plans de l’endroit. Les négociations pour les acheter ayant échoué, Bond décide d'employer la manière forte et les récupère finalement, avant de tuer Scalise.
Le lendemain après-midi Bond et Leiter prennent leur hors-bord, un Chris-Craft 312 SL, et se dirigent vers la villa Doberman. Arrivés aux alentours ils déploient un système d'écoute longue portée et interceptent une conversation entre Doberman, Chen, Jose Maldonado (le chef de la « police ») et une vieille connaissance de James Bond, le major Anya Amasova du département Viktor, anciennement SMERSH. Les hommes discutent du rendez-vous prévu avec Gogol et Bond, où Doberman avoue avoir pris des mesures contre lui en envoyant une équipe pour kidnapper Lotta. Le sang de Bond ne fait qu'un tour et il fonce vers la terre ferme pour empêcher l'enlèvement. Il parvient à localiser Lotta sur une route, mais les hommes de Doberman sont déjà sur place et réussissent à envoyer Lotta dans le fossé devant Bond, qui par la suite neutralisera les agresseurs avec les missiles thermiques dissimulés derrière les phares de la Porsche.
Bond et Lotta regagnent une petite maison où son équipement est planqué mais le major Amasova et ses hommes qui l'avaient suivi, attaquent l'endroit. Bond réussit à s'en sortir mais Lotta est enlevée. Après avoir quitté Felix qu'il avait rejoint plus tôt, Bond remarque qu'il est suivi cependant la filature s'arrête ; et en rentrant dans sa chambre l'homme qui l'avait auparavant suivi, lui bondit dessus. Bond réussit à se démettre de son adversaire et le tuer.
Leiter et d'autres hommes rejoignent Bond et l'aident à se débarrasser du corps, ils sont néanmoins discrètement observés par le major Amasova. Au ranch Doberman, Lotta est prisonnière et rencontre Doberman qui lui demande de coopérer, se heurtant à son refus il demande à Chen de la torturer.
Le soir même 007 s'infiltre dans la forteresse et élimine discrètement quelques gardes dans l'espoir que Doberman pense qu'ils aient désertés. Le lendemain, Leiter l'informe que Doberman est parti en mer à bord de son yacht et que les Colombiens surveillent la villa de Doberman et se préparent à passer à l'attaque d'ici quelque temps, pour venger la mort de leur ministre de la justice.
En haute mer, Klaus Doberman reçoit le général Gogol et le major Amasova sur le Buenaventura. Le général le réprime pour l'élimination non autorisée de Bill Tanner, ce à quoi Doberman répond qu'il s'en fiche et qu'il n'a plus besoin des Russes qui le finançaient pour produire sa drogue afin qu'elle déstabilise les gouvernements fragiles des Caraïbes et d'Amérique du Sud. Gogol et Amasova regagnent leur hélicoptère, cependant Chen a laissé un sac plein de serpents à l'intérieur. Après un court instant, l'hélicoptère se crashe, Anya Amasova parvint tout de même à échapper à la mort.
Bond et Leiter profitent du fait que Doberman soit en mer pour approcher de sa propriété en bateau, c'est alors qu’ils sont repérés par la sécurité qui dépêche un bateau Scimitar pour les prendre en chasse. Bond et Leiter réussissent à augmenter la distance entre les poursuivants, descendent discrètement de leur embarcation et tendent un piège à leurs ennemis. Sur le rivage Bond s'installe en position de tir avec un FN FAL tandis que Felix commande le bateau à distance. Seul un des hommes survivra à l'attaque, un certain Roschmann que Bond fait prisonnier.
Le yacht de Doberman revient lentement à la forteresse, à son bord Lotta est torturée à l'électricité par Doberman et Chen.
Bond se dirige avec Roschmann et le Scimitar vers la villa Doberman, il lui demande en route d'appeler le radio et de lui dire qu'il a trouvé un emploi mieux payé et qu'il peut en être s'il le retrouve sur le quai du ranch. L'homme quitte la radio et monte sur le pont du bateau avant de s'apercevoir de la présence de Bond. Le bateau s'éloigne et 007 demande au radio d'appeler également la maison pour dire qu'il déserte également, néanmoins une fois le message émis l'un des hommes se rebelle mais Bond parvient à éliminer les deux. Chen et Doberman arrivent à la forteresse. Au moment où Bond finit d'enterrer les corps au loin, le major Amasova apparaît derrière lui et pointe une arme vers sa direction. Elle lui demande de l'aide et lui explique la situation, Bond accepte et couche avec elle.
En sortant des docks, Bond est accosté par quatre policiers, dont Jose Maldonado. Ils l'embarquent dans leurs voitures de patrouille tandis qu'un autre policier se dirige vers le Scimitar (où dort le major Amasova) pour y poser une bombe. Sur la route, Leiter intervient avec la Porsche et réussit à faire sortir la voiture de police de la route, Bond s'échappe, Moldano est tué et Bond monte dans la Porche avec Leiter avant de se diriger furieusement vers le port. Sur la route, ils sont pris en chasse par un motard, arrivent au port où Bond descend avant de monter désarmé sur un cargo mis à la casse. Alors qu'il est poursuivi à l'intérieur par le motard désormais à pied, l'explosion du Scimitar retentit. Anya Amasova est morte. Le policier à court de munitions s'enfuit mais Leiter le rattrape avec la Porsche et l'envoie dans le décor, où il décède.
Le lendemain après-midi Bond observe la propriété depuis une cabane qu'il a construit dans les arbres qui surplombent la propriété. Un éclat de soleil sur ses jumelles le trahit. Chen et un garde ouvrent le feu sur le nid mais Bond s'échappe par tyrolienne et tue ensuite l'autre garde. Quand Chen retrouve Doberman qui compte quitter l'endroit le lendemain soir, il se garde de lui parler de l'incident avec Bond. Au fond, il souhaite qu'il y ait une confrontation avec lui.
Bond et Leiter se préparent à attaquer le ranch Doberman et s'y dirigent. Leiter se poste sur une colline pour diriger le bateau télécommandé sur lequel est montée une mitrailleuse ; dans le ranch les hommes se précipitent à l'avant de la maison pour tirer dessus. Lotta, retenue chez Doberman réussit à s'échapper de sa « cellule » en faisant du charme à son gardien avant de l'assommer. Après de longues fusillades, Bond réussit à localiser Doberman alors qu'il est sur le point de s'envoler à bord de son hélicoptère amphibie. Bond s'accroche à la corde de mouillage de celui-ci et la monte jusqu'au cockpit où il éjecte Doberman qui se raccroche cependant au bas de la corde avant que Bond, ne l'aplatisse contre un flanc de montagne où il décède.
Bond, maintenant qu'il a fini sa mission se voit accorder un mois de congé par M. Il passe la plupart de son temps avec Lotta et il est dans sa chambre à Posada la Brissa lorsque Chen s'introduit doucement dans celle-ci avec un nunchaku. Chen avait réussi à fuir la fusillade chez Doberman. Maintenant dans le dos de Bond, il commence à l'étrangler mais celui-ci ne se laisse pas faire et réussit à tuer Chen… Cependant lui aussi trouve la mort. Chen et Bond sont tous les deux morts.
En Atlantique, M rend un dernier hommage à Bond sur le sous-marin H.M.S. Reliant, après une longue scène qui a de nombreux parallèles avec la fin de Star Trek 2 : La Colère de Khan, le corps de Bond est remis à la mer.

#### Personnages principaux
- James Bond
- M
- Felix Leiter
- Bill Tanner
- Klaus Doberman
- Fuji Chen
- Lotta Head
- Anya Amasova

#### Anecdotes
- Divers courts passages sont repris de films et romans de la saga.
- Bond conduit une Porsche noire préparée par Gemballa, bien que le modèle ne soit pas précisé, il s'agit probablement d'un des suivants : 924, 928, 944, 968 étant donné que le bloc moteur se trouve à l'avant.
- Le major Boothroyd travaille désormais pour la CIA.
- On retrouve divers éléments du film Permis de tuer bien que ce roman soit sorti auparavant.

### Forever and a Death
À la fin des années 1990, EON Productions fait appel à l'auteur Donald E. Westlake pour écrire le scénario de 18e film de James Bond (qui deviendra Demain ne meurt jamais). Westlake a alors écrit deux scénarios qui traitaient de la destruction de Hong Kong (en vue de la rétrocession) qui furent ultimement rejetés.
Après avoir quitté le projet Bond 18, Westlake a décidé de recyclé un de ses scénarios en un roman qu'il avait intitulé Fall of the City. Ce dernier est resté non-publié jusqu'en juin 2017 où la maison d'édition Hard Case Crime l'a publié, sous un titre différent : Forever and a Death.

## Les novélisations de Chris Moore
L’espion qui m’aimait et Moonraker ne sont pas les seuls films de la période de Roger Moore à avoir connu une novélisation. Entre 1983 et 1987, Chris Moore écrit celles d’Octopussy, Dangereusement vôtre (A View to a Kill) et de Tuer n'est pas jouer (The Living Daylights) avec Timothy Dalton.
Selon un article du club James Bond France, durant cinq semaines, les lecteurs de divers journaux et magazines (Télémoustique en Belgique, ou le journal Telegraaf aux Pays-Bas, par exemple) ont pu suivre les nouvelles aventures de l’agent 007. Le but étant de leur donner l’envie d’aller voir par la suite les films au cinéma. Il s’agit donc d’histoires assez courtes. Et cela a évidemment eu des répercussions sur le style de ces romans.
Si les œuvres de Christopher Wood abondaient de détails intéressants pour le lecteur (comme un chapitre consacré à la vie de Stromberg et de Requin), rien de tout cela ici. L’auteur se contente de raconter les faits, ce qui fait que la psychologie des personnages n’est pas développée.
Il y a également peu de descriptions. Octopussy est décrite comme étant une femme grande, élégante au début de la trentaine qui est exceptionnellement belle avec une figure magnifique. Zorin est « grand et mince, proche de la quarantaine, extraordinairement séduisant, avec ses cheveux blonds argentés ». De May Day, le lecteur apprend que c’est « une gracieuse créature noire dans un étrange accoutrement ». Et de Tibbet, le lecteur sait juste qu’il s’agit d’« un homme d’une cinquantaine d’années à l’allure vive ». Au niveau des lieux, l’auteur signale, par exemple, simplement que le château de Zorin est « superbe ».
Certains passages dramatiques sont également supprimés. Il s’agit, par exemple de la mort de 009 au début d’Octopusy, de l’assassinat de Vijay ou de celui de Tibbett par May Day. Le lecteur n’apprendra la disparition de ces personnages qu’en même temps que l’agent 007 : lors de son briefing dans le bureau de M, lorsqu’il revient du palais d’Octopussy ou encore lorsque, essayant d’échapper à ses poursuivants, il grimpe dans la Rolls.
Si ces livres n’ont jamais été édités en français, il est cependant encore possible de les trouver en néerlandais d’occasion. Octopussy fait 95 pages et est brillamment illustré : plus de 75 photos couleurs. Dangereusement vôtre est quant à lui divisé en plusieurs parties : le roman d’abord qui fait 79 pages. Puis plusieurs articles nous donnent des informations sur le film, les acteurs, l’équipe technique et Ian Fleming. Il y a également diverses interviews avec les interprètes du film. Au total, ce livre, illustré d’une trentaine photos noir et blanc, fait 175 pages.

## Nouvelles

### Some Are Born Great
Some Are Born Great est une nouvelle d'une page mettant en scène pour la toute première James Bond alors qu'il n'est encore qu'un enfant, d'abord publié en 1959 dans Nursery World puis en 1960 dans Now and Then (Avec des excuses à Ian Fleming) et probablement écrite par la scénariste des films Dr.No et Bons baisers de Russie, Johanna Harwood. Par la suite, l'auteur Charles Helfenstein dans son livre, The Making of On Her Majesty’s Secret Service, dans le chapitre sur le roman, a mentionné qu'une parodie du jeune Bond a été imprimée par l'éditeur de Bond (Jonathan Cape), au printemps de 1960, ce qui a intrigué par la suite le Young Bond Dossier ayant menée son enquête et obtenu une copie par Helfenstein de l'histoire complète que l'on peut maintenant trouver sur le site du Young Bond Dossier.
L'histoire raconte un affrontement intense dans un jeu de cartes entre James Bond et un adversaire invisible. La fin révèle en fin de compte que ce n'est qu'une partie de snap et qu'il jouait contre sa nounou.

### Alligator
Alligator écrit par Michael K. Frith et Christopher B. Cerf en 1962 est une nouvelle parodique pour le Harvard Lampoon. La rumeur veut qu'elle n'a pas été réimprimée en raison de problèmes de plagiat (certaines sections étant très proches de celles de Ian Fleming.) La couverture d'Alligator parodie celle des romans de Fleming des années 1960 par son style. On y retrouve aussi dessus I*n Fl*m*ng A James Bond thriller ainsi qu'une petite biographie de l'auteur et bibliographie de romans inexistants sauf pour Toadstool : Lightningrod, For Tomorrow We Live, The Chigro of the Narcissus, Toadstool, Doctor Popocatapetl, From Berlin, Your Obedient Servant, Monsieur Butterfly, and Scuba Do - Or Die.
Dans le livre, James Bond doit faire face à son adversaire le plus dangereux, Lacertus Alligator, étant le chef de l'organisation TOOTH (The Organization Organized To Hate), une organisation d'anciens nazis, voulant détourner la chambre du Parlement britannique, ainsi que ses membres, et qui exige une rançon énorme pour sa libération. Le livre est écrit dans le style de Fleming et contient divers éléments faisant penser à ses romans. Ainsi James Bond invente un nouveau cocktail le Anagram le Galion (Le Vesper de Casino Royale), consomme excessivement de l'alcool, fume environ 120 cigarettes par jour au lieu des 70 des romans originaux, et mange abondamment. Il dispute une partie de carte dans un club privé avec Alligator qui triche (Moonraker), d’ailleurs le méchant est obsédé par la couleur du violet qui rappelle l’obsession de Goldfinger pour l'or (il pulvérise aussi de la teinture violette sur les gens qu'il rencontre). Ses caractéristiques physiques sont des yeux de poupée, une tête de la taille d'un ballon de football (Goldfinger), les cheveux roux, et des dents métalliques (curieusement, on retrouvera dans le film L'espion qui m'aimait et Moonraker, un personnage avec une mâchoire d'acier : Requin, par ailleurs Alligator a un lance fléchette à son poignet, qui a été également été utilisé dans Moonraker). Il y a d'autres aspects que le lecteur peut reconnaitre de Fleming. Alligator a un coréen dans son personnel, qui est apte à exécuter le karaté, du style Oddjob (Goldfinger), l'homme qui aide Bond aux caraïbes Squabble rappelant Quarrel, Felix Ronson de la CIA, Miss Pennyfarthing, le diner avec Alligator où Bond subtilise un couteau (Dr.No).

### James Bond tourne casaque
James Bond tourne casaque (Bond Strikes Camp) est une nouvelle plutôt parodique de Cyril Connolly apparue en 1963 et fut traduite en français en 1993 par l’éditeur Le Promeneur. Ami et complice de Ian Fleming, bien avant le succès mondial de sa créature impitoyable et séduisante, Cyril Connolly releva un jour le défi d'ajouter aux aventures de 007 un épisode imprévu et, à proprement parler, révélateur. L'histoire traite de M demandant à Bond d'aller se déguiser en femme dans une boîte de nuit gay afin d'y rencontrer un général soviétique. L'histoire prend le temps de détailler l'épilation de Bond et son habillement. Puis l'aventure commence, il pénètre dans la boîte de nuit, et tombe de façon surprenante nez-à-nez avec miss Ponsonby (la secrétaire de Bond dans les premiers romans de 007) qui tente de le séduire (have you ever slept with a woman ?). Finalement Bond établit un contact avec le général, qui l’emmène chez lui. Cependant le général se dévoile et il apparaît que c'est en fait M déguisé. L'histoire nous raconte aussi la visite de Bond à l'armurerie.

### Toadstool
Toadstool est une nouvelle apparue en 1966 dans une parodie du magazine Playboy (PL*YB*Y) par le Harvard Lampoon qui avait déjà fait une autre parodie 4 ans plus tôt nommée Alligator. Sur la couverture du magazine il est écrit NEW J*M*S B*ND PARODY, comparée à Alligator James à une orthographe différente (James), elle est toujours signée I*n Fl*m*ng.

### Holmes Meets 007
Holmes Meets 007 est une courte nouvelle (moins de 2000 mots) écrite par Donald Stanley et ui fut d'abord publié dans The San Francisco Examiner le 29 novembre 1964, puis par The Beaune Press en décembre 1967 au nombre de 247 exemplaires (la nouvelle tient sur sept pages). Il n'y a pas d'exemplaire 222 mais un 221B, ceux de 223 à 247 sont numérotés de I à XXV et ont été imprimés spécialement pour les amis de l'auteur. La nouvelle met en scène les personnages créés par Arthur Conan Doyle et Ian Fleming.
Le Docteur Watson, l'ami de Sherlock Holmes, raconte l'histoire à la première personne. M et Bond rendent visite à Holmes et Watson à Baker Street ; lorsqu'ils prennent la parole, 007 dis à Holmes qu'ils sont au courant de sa toxicomanie et accuse Watson d'être le fournisseur des stupéfiants de ce dernier. Holmes avoue et Bond vise Watson avec son Walther PPF et annonce qu'il veut l'embarquer, qu'il est un imposteur et rien d'autre que son ennemi juré Ernst Stavro Blofeld. C'est alors que Holmes désarme Bond avec son Stradivarius et plonge une seringue hypodermique rempli de morphine dans le bras de M avant de révéler que M n'est autre que le professeur Moriarty, l’ennemi le plus redouté de Sherlock Holmes. Lorsque Watson demande à Holmes quoi faire de Bond, ce dernier lui demande de le renvoyer à sa petite niche de la bureaucratie, pour lui Bond n'est qu'un « outil tout à fait ignorant ».

### License to Hug
License to Hug est une nouvelle de Will Self parue dans le numéro de novembre 1995 du magazine Esquire, l'histoire se déroule la même année et Bond doit aller en Hollande pour tuer un tueur à gages de l'IRA impliqué dans un trafic de drogue. Cependant la nouvelle se révèle être une parodie à la limite du politiquement correct, par exemple le panneau de l'immeuble de Regent's Park indiquant UNIVERSAL EXPORT a été remplacé par HER MAJESTY'S SECRET SERVICE avec la mention INQUIRIES WELCOME, Bond pense sérieusement que Moneypenny serait homosexuelle, Bond et Q s’enlacent et se caressent les cheveux, M devient S qui pense que son agent devrait suivre une cure thérapeutique à base de câlins et s'en servir pour capturer son adversaire et, par ailleurs la James Bond girl fait des remarques peu flatteuses à l'égard de 007 et de ses attributs sexuels.

### Your Deal, Mr. Bond
En 1997, un recueil de 3 nouvelles intitulé Your Deal, Mr. Bond a été écrit par Phillip King et Robert King et publié par Batsford. Seule la dernière met en vedette James Bond, qui est affecté par M à une mission ayant pour but de vaincre un méchant nommé Saladin, menaçant de faire exploser six bombes nucléaires dans plusieurs grandes villes. Bond se fait passer pour le vrai joueur de bridge professionnel pakistanais Zia Mahmood grâce à la branche Q afin de lutter contre Saladin à sa table de bridge, il est aussi aidé par Colette la magnifique secrétaire de Saladin. La petite histoire comprend une partie de cartes d'une manière similaire à celle utilisée par Fleming dans Moonraker, dans laquelle Bond joue même à des enjeux élevés. Par ailleurs Bond utilise un Beretta et conduit une Bentley. Le livre, en dépit d'être publié par un grand éditeur et contenant des références à des personnages de manières non déguisées, ne contient aucune référence à Ian Fleming Publications, suggérant l'utilisation de Bond, M et Miss Moneypenny comme non officiel. L'histoire contient aussi une référence culturelle à Star Trek.
Il ne doit pas être confondu avec le roman de James bond écrit par John Gardner : No Deals, Mr Bond (1987).

### The Heart of Erzulie
Dans une interview exclusive pour CommanderBond.net en 2004, Raymond Benson, un des différents auteurs de James Bond, a révélé l'existence d'une nouvelle de James Bond qu'il a écrite mais jamais publiée, intitulée The Heart of Erzulie. Écrite en 2001 entre les deux romans Ne rêve jamais de mourir et The Man with the Red Tattoo pendant ses mois d’arrêt entre l'esquisse et le voyage pour la recherche de The Man with the Red Tattoo, elle devait avoir lieu en Jamaïque. Ian Fleming Publications a pensé que c'était trop un pastiche de Fleming. L'auteur le reconnaît lui-même, pense qu'elle n'était pas très bonne et qu'elle était plus un passe temps entre ses deux projets.
Erzulie ou Ezili du vaudou haïtien est un esprit, divinité (lwa) de l'amour dans l'aspect Rada. Elle est représentée le plus souvent sous l'apparence d'une très belle mulâtresse au déhanchement sensuel et provocateur, couverte de bijoux et de parfums. Elle se manifeste sous plusieurs aspects. Benson avoue que l'histoire avait un thème vaudou et que par ailleurs, il avait écrit un livre provisoirement intitulé James Bond and Me–A Memoir racontant ses mémoires se rapportant avec l'expérience 007, il ne fut jamais publié aussi.
En 2015, Raymond Benson a publié un recueil de nouvelles intitulé 12+1: Twelve Short Thrillers and a Play qui contient notamment une nouvelle nommée The Heart of Erzulie. Celle-ci est inspirée de celle qu'il avait écrite en 2001, mais a subi quelques changements, notamment le nom du héros qui n'est plus James bond mais Brock Fuller.

### Ian Fleming Thinks Even James Bond Goes Shopping
L'auteur du roman de 007 Le diable l'emporte (2008); Sebastian Faulks avait dans sa collection de parodie Pistache (2006), écrit par une nouvelle fan de James Bond comportant une mission dans un supermarché intitulé Ian Fleming Thinks Even James Bond Goes Shopping.

### Licence Expired: The Unauthorized James Bond
En janvier 2015, les romans et nouvelles de Ian Fleming sont tombés dans le domaine public au Canada et d'autres pays selon la convention de Berne pour la protection des œuvres littéraires et artistiques. En conséquence, la maison d'édition canadienne ChiZine Publications a publié en novembre un recueil de 19 nouvelles originales écrites par divers auteurs et intitulé Licence Expired: The Unauthorized James Bond.

## Autres ouvrages
Il existe une multitude d'autres ouvrages avec le héros James Bond, en voici une liste non exhaustive : 
- Bond Unknown - Edward M. Erdelac et William Meikle
- Bond on the Rocks - Curtis Cook
- Doctor No (Bulls-Eye) - Ian Fleming & Patrick Nobes
- From Stockport with Love (Parodie) - David Bowker
- James Blond, Stockport is too much (Parodie) - Terry Ravenscroft
- The Girl with the Golden Bouffant: An Original Jane Bond Parody (Parodie) - Mabel Maney
- Win, Place Or Die (Find Your Fate) - R.L. Stine
- Strike It Deadly (Find Your Fate) - Barbara & Scott Siegel
- Programmed For Danger (Find Your Fate) - Jean M. Favors
- Barracuda Run (Find Your Fate) - Steven Otfinoski
- A View To A Thrill (James Bond Jr) - John Vincent
- The Eiffel Target (James Bond Jr) - John Vincent
- Live And Lets Dance (James Bond Jr) - John Vincent
- Sandblast (James Bond Jr) - John Vincent
- Sword Of Death (James Bond Jr) - John Vincent
- High Stakes (James Bond Jr) - John Vincent
- Tunnel Of Doom (James Bond Jr) - Caryn Jenner
- Barbella's Revenge (James Bond Jr) - Caryn Jenner
- Freeze Frame (James Bond Jr) - Caryn Jenner
- Dangerous Games (James Bond Jr) - Caryn Jenner

Par ailleurs il existe aussi beaucoup de bandes dessinées dont on peut trouver diverses informations et listes sur le wikipedia anglophone : James Bond (comic strip) (en) / List of James Bond comics (en). Grâce à la facilité de partager un contenu sur internet, on trouve également de nombreuses fanfiction de James Bond sur la toile.